# Аль-Аарааф
«Аль-Аараа́ф» (англ. Al Aaraaf) — поэма американского поэта и писателя Эдгара Аллана По, впервые опубликованная в 1829 году в поэтическом сборнике «Аль Аарааф, Тамерлан и другие стихотворения» (англ. Al Aaraaf, Tamerlane, and Minor Poems). Поэма является самым длинным, хотя и неоконченным поэтическим произведением автора, состоящим из двух частей (по первоначальной задумке автора их должно было быть четырнадцать).

## История создания

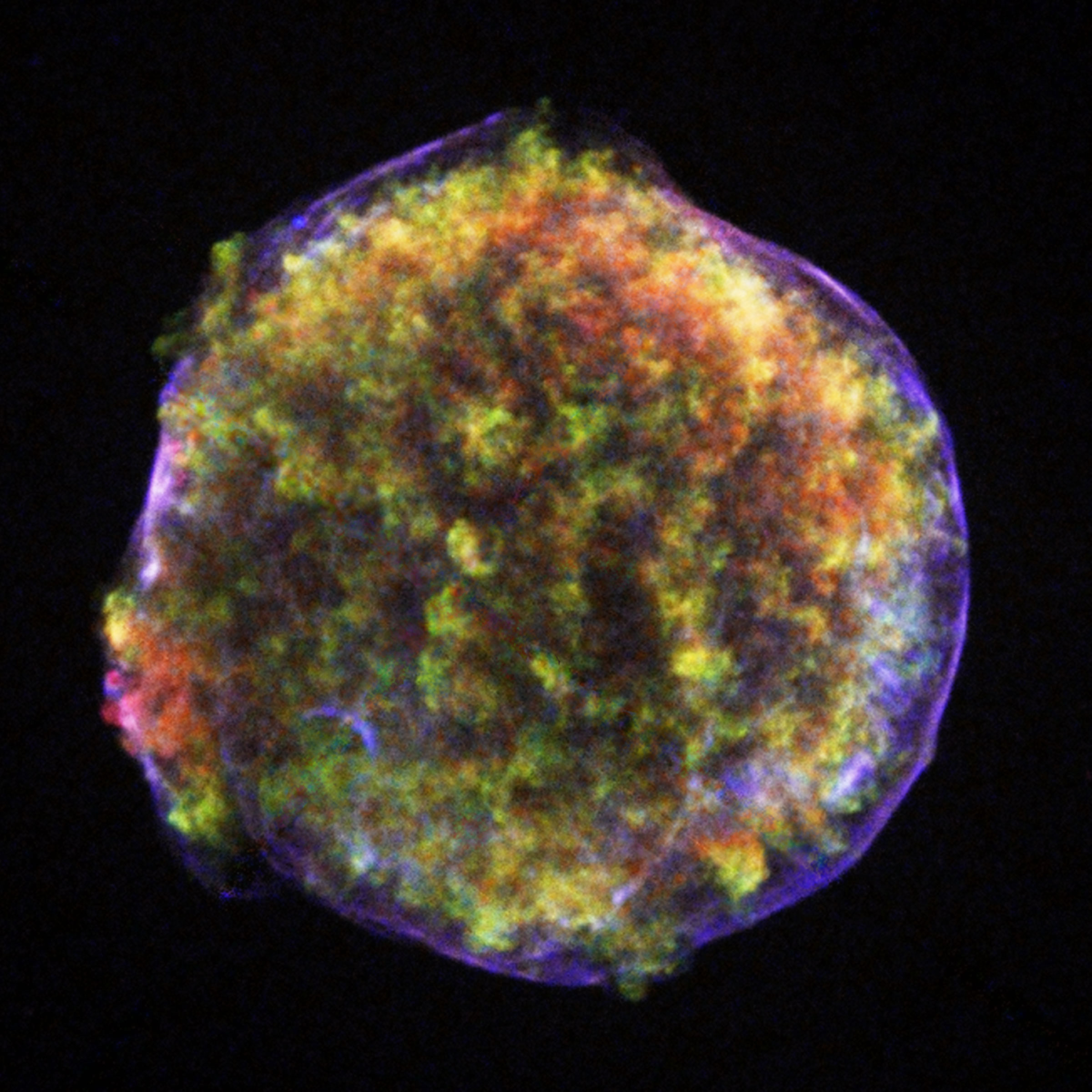
Сверхновая Тихо

Как объяснял сам Эдгар По в письме к Айзеку Ли, он позаимствовал название для поэмы у арабов. Аль-Араф (араб. الأعراف‎, al-A’rāf) — место между Раем и Адом, где люди, чьи грехи оказались равными с их добрым деяниями, будут ожидать своей участи и в конце концов Аллах пощадит их и введёт в Рай. Такое же название носит 7-я сура Корана. Суфии используют термин аль-Араф для выражения состояния разума и души при медитации о существовании Бога во всех вещах.
На создание поэмы писателя вдохновило открытие датским астрономом Тихо Браге звезды в созвездии Кассиопея, которая получила название Сверхновая Тихо. Именно на этой звезде и располагался арабский Аль Аарааф Эдгара По.
Одна из особенностей Аль Аараафа состоит в том, что даже после смерти те, кто избирает эту звезду местом своего пребывания, не обретают бессмертия. После второй жизни, исполненной удовольствия, их уделом становится забвение и смерть...Из письма к Айзеку Ли
Эдгара По, как поэта-романтика, занимали популярные в то время философские идеи поиска Высшей Красоты и Высшей Истины. Поэма Аль Аарааф должна была стать своего рода литературным экспериментом: рассуждение на тему приближения Высшей Красоты к Высшей Истине и Богу.
Поэма осталась незаконченной, но исследователи творчества писателя считают её важнейшей вехой в его творчестве. Несмотря на то, что По не нашёл ответа на вопрос: что есть Высшая Красота, он смог приблизиться к понимаю того, что Высшая Красота существует в душе. Аль Аарааф считается «концом поэтической юности» поэта.

По мнению того же Ю. Ковалёва, поэма является «попыткой воплощения кантианского идеала Красоты». По мнению другого исследователя творчества По:
Аль-Аарааф - поэма сверхинтеллектуальная, и некоторая невнятность и громоздкость
компенсируются в ней совершенным отсутствием сентиментальности и слезливости,
которые порицал КантВ.И. Чередников
.

## Сюжет
Аль Аарааф — это некий мир, или даже «антимир», в котором существует Вселенная Высшей Красоты, здесь нет ничего земного (поэма открывается словами «О, ничего земного»), всё подчиняется некой высшей воле. Самой необычной характеристикой этого фантастического и нереального мира является то, что воздух имеет цвет, а тишину можно услышать. Аль Аарааф должен был стать идеальным миром и сосредоточением чистых эстетических эмоций. То есть согласно задумке Эдгара По, Высшая красота может быть сосредоточена в одном месте и существовать без привязки к Человечеству, его историческому прошлому.